# Бруклин (Индијана)
Бруклин (енгл. Brooklyn) град је у америчкој савезној држави Индијана.

## Демографија
По попису из 2010. године број становника је 1.598, што је 53 (3,4%) становника више него 2000. године.
| Група             | 2000.         | 2010.         |
| Белци             | 1.479 (95,7%) | 1.547 (96,8%) |
| Афроамериканци    | 0 (0,0%)      | 3 (0,2%)      |
| Азијати           | 1 (0,1%)      | 3 (0,2%)      |
| Хиспаноамериканци | 16 (1,0%)     | 29 (1,8%)     |
| Укупно            | 1.545         | 1.598         |